# Verbascum saccatum
Verbascum saccatum är en flenörtsväxtart som beskrevs av C. Koch. Verbascum saccatum ingår i släktet kungsljus, och familjen flenörtsväxter. Inga underarter finns listade i Catalogue of Life.